# Jorge Luiz de Amorim Silva
Jorge Luiz de Amorim Silva (nacido el 5 de septiembre de 1979) es un exfutbolista brasileño que se desempeñaba como delantero.
Jugó para clubes como el Caxias do Sul, Juventude, Omiya Ardija y Ventforet Kofu.

## Trayectoria

### Clubes
| Club           | País   | Año         |
| -------------- | ------ | ----------- |
| Caxias do Sul  | Brasil | 1997 - 1999 |
| Juventude      | Brasil | 1999 - 2000 |
| Omiya Ardija   | Japón  | 2000 - 2002 |
| Ventforet Kofu | Japón  | 2002 - 2003 |

## Estadística de carrera

### J. League
| Club           | Año   | J. League | J. League | Copa J. League | Copa J. League | Total | Total |
| Club           | Año   | Part.     | Goles     | Part.          | Goles          | Part. | Goles |
| -------------- | ----- | --------- | --------- | -------------- | -------------- | ----- | ----- |
| Omiya Ardija   | 2000  | 32        | 15        | 2              | 0              | 34    | 15    |
| Omiya Ardija   | 2001  | 14        | 3         | 2              | 1              | 16    | 4     |
| Omiya Ardija   | 2002  | 3         | 0         | -              | -              | 3     | 0     |
| Ventforet Kofu | 2002  | 16        | 7         | -              | -              | 16    | 7     |
| Ventforet Kofu | 2003  | 8         | 2         | -              | -              | 8     | 2     |
| Total          | Total | 73        | 27        | 4              | 1              | 77    | 28    |